# Henriettenthal
Henriettenthal ist ein ehemals selbstständiges Anwesen um eine ehemalige Glashütte in einem Seitental des Lauschatals. Es liegt auf ca. 675 m ü. NN Höhe nur etwa 600 m nordöstlich des Ortszentrums der Stadt Lauscha, dem Hüttenplatz. In diesem Tal befindet sich heute die Marktiegelschanze.

## Grenzziehung im 14. Jahrhundert

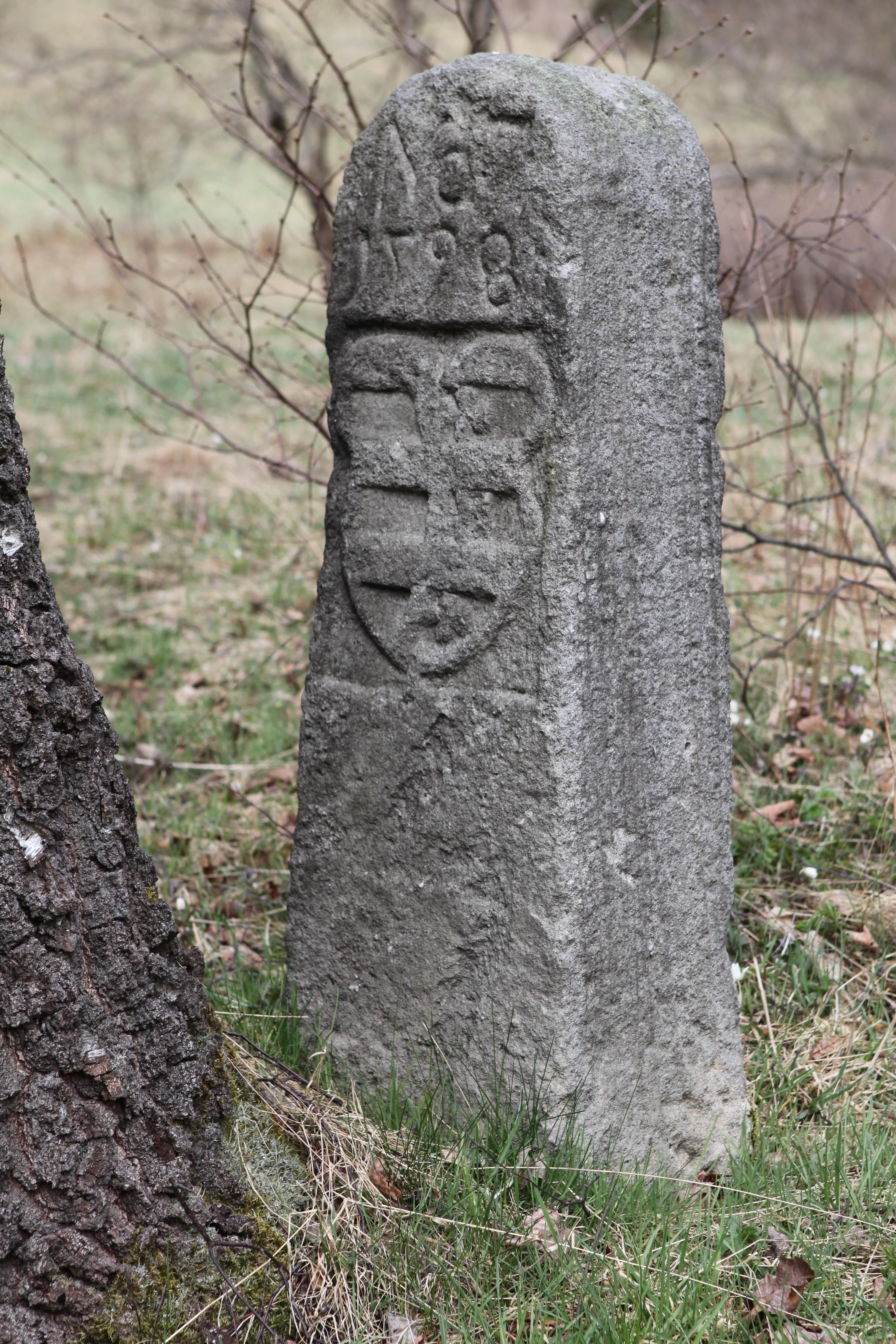
Grenzstein zwischen Sachsen-Coburg und der Herrschaft Gräfenthal der Reichserbmarschalle von Pappenheim im oberen Lauschatal

Erstmals erlangte das kleine Seitental im 14. Jahrhundert als Teil eines Systems von spätmittelalterlichen Landesgrenzen am Übergang vom fränkischen zum thüringischen Siedlungsraum auf dem Kamm des Thüringer Schiefergebirges Bedeutung.
Der alte Grenzweg Rennsteig folgt knapp 200 m in südöstlicher Richtung dem Gespringe = „Quellgewässer“ lutzscha = „Lauscha“, bis er in Höhe des heutigen Bahnüberganges Ernstthal nach Osten abbiegt, während das Gewässer seinen Weg nach Süden in das Lauschatal hinein nimmt. Bis zu dieser Stelle markierte der Quellbach, der heute „Igelshieber Wässerlein“ genannt wird, die Grenze zwischen der Grafschaft Schwarzburg nördlich des Rennsteigs und der Pflege Coburg im Kurfürstentum Sachsen im Südwesten. Dieser Punkt wurde als Grenzmarkierung 1366 in einem schwarzburgischen Amtsbuch aufgeführt.
Von dieser Stelle aus fließt der Lauschabach unterhalb des Rennsteigs nach Süden zwischen der Igelskuppe (800 m ü. NN) und dem Köpplein (781 m ü. NN) im Westen und dem Brehmenstall (776 m ü. NN) und unterhalb des Königswiesenbaches, der auf einer Höhe von ca. 680 m ü. NN im Junker-Veits-Tiegel (Bezeichnung um 1850) in die Lauscha mündet, dem sich bis auf 834,5 m ü. NN erhebenden Pappenheimer Berg im Osten talwärts. Auf einer Länge von etwa 1650 m grenzte der obere Lauschabach, auch Faule Lauscha genannt, hier die Coburger Pflege von einem Territorium ab, das bis 1394 im Besitz der Grafen von Orlamünde gewesen war und das die neuen Besitzer, die Wettiner, 1438 unter Beibehaltung der Lehenshoheit an die Reichserbmarschalle von Pappenheim verkauften, die in Gräfenthal eine Erblinie begründeten. Der Grenzverlauf bog am Südwesthang des Pappenheimer Berges, wo der Marktiegel = „Grenztal“ vom Lauschatal abzweigt, in östlicher Richtung ab und folgte von der Einmündung in das Lauschatal auf etwa 650 m ü. NN Höhe ansteigend diesem kleinen Seitental ca. 750 m bis zu seinem Ende, wo sich die Hochflächen des Pappenheimer Berges und des Tierberges (hier 769 m ü. NN, lokal als „Kleiner Tierberg“ bezeichnet) an einer Engstelle („Störmerschgeräum“) auf 755 m ü. NN Höhe berühren. Solche Grenzziehungen waren im Thüringer Schiefergebirge üblich. Der Begriff „Marktiegel“ findet sich in der Region häufiger. Anders als der stets wasserführende Lauschabach stellte das kleine Fließgewässer im Talgrund des Marktiegels keine sehr zuverlässige Grenzmarkierung dar. In der Lauschaer Mundart wird es jedenfalls Lüüchnbrünnla, hochdeutsch Lügenborn, genannt.
Östlich der Hochfläche, am Ende des gegenüberliegenden Seitentals am Brückleinsbrunnen, wendet sich der alte Grenzverlauf wieder nach Süden. Am Fuß des Großen Tierberges (806 m ü. NN) mit dem Breiten Berg (heute bei Haselbach, 783 m ü. NN) im Giftiggrund setzte sich die Grenzziehung fort; die Ostseite der Rögitz am Limberg (793 m ü. NN) markierte die Pappenheimer Herrschaft Gräfenthal, das westliche Bachufer die Pflege Coburg, das spätere Fürstentum Sachsen-Coburg.

## Die Gründung Lauschas 1589–1597

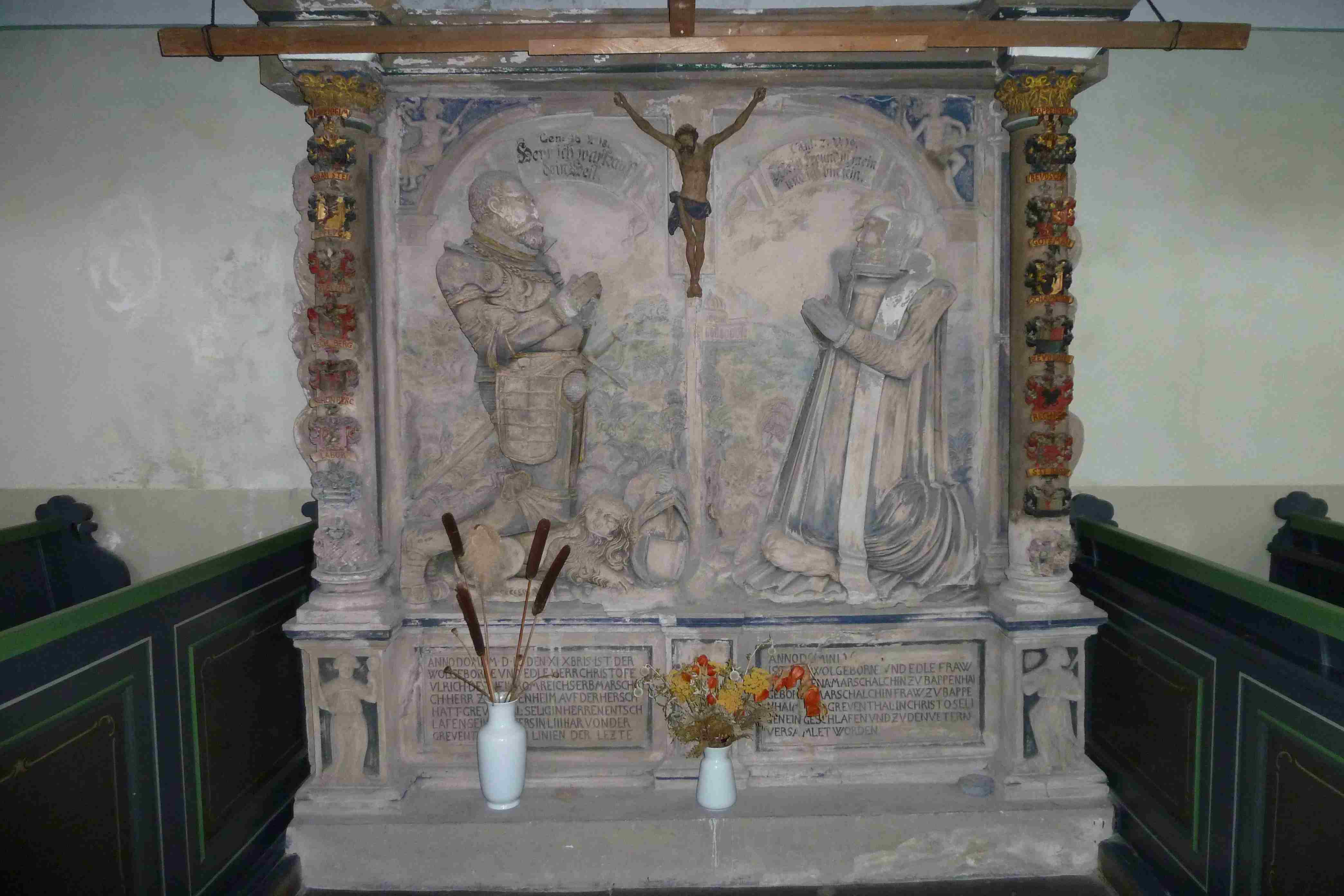
Epitaph des Reichserbmarschalls Christoff Ullrich von Pappenheim in der Kirche St. Marien in Gräfenthal

Im späten 16. Jahrhundert geriet die hennebergische Glashütte in Langenbach im Schleusegrund absehbar in wirtschaftliche Schwierigkeiten. Im Zeitalter der Wanderglashütten war es nicht ungewöhnlich, dass Hütten aufgegeben wurden, wenn die umliegenden Holzvorräte erschöpft waren, und an anderer Stelle neu gegründet wurden. Das Aussterben der gefürsteten Grafschaft Henneberg als dem wichtigsten Abnehmer der Glaserzeugnisse mit dem Tod des letzten Fürstgrafen Georg Ernst im Jahr 1583 dürfte den Niedergang zusätzlich beschleunigt haben. 1589 ging die Glashütte Langenbach in Konkurs und stellte die Produktion ein. Während sich ein Teil der Langenbacher Glasmacher in den Raum Fehrenbach und von dort aus nach Neustadt am Rennsteig, Friedrichshöhe und Gehlberg orientierte, wandten sich der Hüttenmeister Hans Greiner, allem Anschein nach ein Anhänger der Wiedertäuferbewegung, und sein Compagnon, der vermutlich aus Bischofsgrün stammende und ab 1568 in Langenbach bezeugte Glasmeister Christoph Müller, auf der Suche nach einem geeigneten Siedlungsplatz weiter nach Osten und wurden im Marktiegel fündig. Die Verhandlungen mit dem greisen Reichserbmarschall Christoff Ullrich von Pappenheim blieben jedoch ergebnislos. Inwieweit ab 1589/1590 dort eine Glashütte (Lauscha I) bestand und ob bereits Glas produziert wurde, ist nicht bekannt. Christoph Müller soll sich zwischenzeitlich in Schwarzburg-Rudolstädtischer Haft befunden haben, wobei die Umstände ungeklärt sind. Wohl spätestens 1595 gaben die Glasmeister die Verhandlungen endgültig auf und verlegten die Glashütte etwa 600 m talabwärts in ein anderes Seitental der Lauscha, den Multertiegel (625 m ü. NN), wo der Schmiedsbach von der nordwestlichen Hochfläche kommend zwischen den Hängen des Köppleins, des Steinigen Hügels (765 m ü. NN) und des Teufelsholzes (745 m ü. NN) unterhalb der Eller gegenüber dem Kleinen Tierberg in den Lauschabach mündet, nun auf sachsen-coburgischem Boden. Zu dieser Zeit scheint der Glasofen betrieben worden zu sein, ob am alten oder schon am neuen Standort, ist nicht mehr zweifelsfrei zu klären. Am 10. Januar 1597 konzessionierte der Herzog Johann Casimir zu Sachsen-Coburg die Glashütte (Lauscha II), die bis 1905 bestand und die zum Kern der Glasbläserstadt Lauscha wurde.

## Die Gründung Henriettenthals 1720–1721

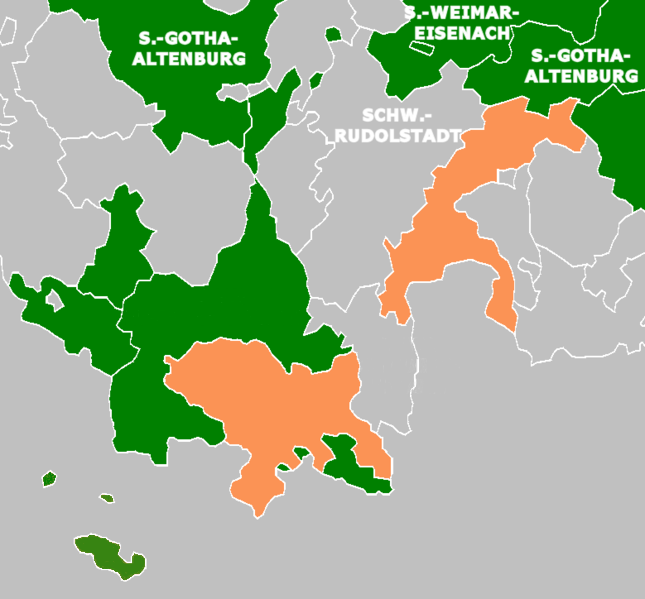
Karte von Sachsen-Coburg-Saalfeld, 1820

Mit Christoff Ullrich von Pappenheim starb die Gräfenthaler Erblinie 1599 aus. 1620 verkaufte die Familie von Pappenheim die Forsten im Thüringer Schiefergebirge endgültig an das Haus Wettin, das die Lehenshoheit innehatte. Das Territorium kam erst an Sachsen-Altenburg, nach verschiedenen Erbteilungen ab 1680 schließlich an das Herzogtum Sachsen-Saalfeld. Herzog Johann Ernst zu Sachsen-Saalfeld förderte, wie andere Landesherren im Umland auch, die Gründung von Glashütten in der Nachbarschaft der aufblühenden Lauschaer Hüttenindustrie. 1707 gründeten Lauschaer Glasmeister aus den Glasmacherfamilien Greiner, Müller und Böhm die nach ihm benannte Hütte Ernstthal oberhalb der Königswiese östlich des Brehmenstalls am Pappenheimer Berg.
An der Südwestflanke des Pappenheimer Berges, in 10 Ruten = ca. 42,50 m Entfernung von der Grenze zum Sachsen-Meiningischen Lauscha unweit der Obermühle, gründeten die Glasmeister Johann Stephan Philip Greiner aus Lauscha und Johann Georg Böhm zu Ernstthal eine weitere Glashütte. Das Hüttenprivileg wurde am 22. Juli 1720 in Saalfeld erteilt. Die Hütte wurde nach einer Prinzessin des Hauses Sachsen-Saalfeld Henriettenthal genannt. In der Hütte wurde in neuartiger Technik „am Stuhl“ Fadenglas hergestellt. Sowohl die Technologie als auch die Produkte waren damals ausgesprochen modern. Die vier Stände der Hütte benötigten zum Betrieb 20 Glasmacher, 4 Einträger und 2 Schürer. Am 8. Oktober 1749 wurden die Glasmeister mit dem nahebei gelegenen Forstgeräum beliehen. Zum Hüttengut gehörten zwei Grundstücke, ein Geräum hinter der Hütte am Pappenheimer Berg und das „unterm Harborn“ im Marktiegel, das auf den ersten Gründungsversuch der Lauschaer zurückgeht. Um 1790 gehörte die Hütte zu 3/4 dem sachsen-meiningischen Hofagenten Johann Friedrich Greiner zu Lauscha, das restliche Viertel dem Schultheiß Johann Michael Böhm aus Ernstthal. Jährlich wurden feinste Glaswaren für mindestens 6.000 bis 8.000 Reichsthaler gefertigt, die nach Russland und nach Holland exportiert wurden.

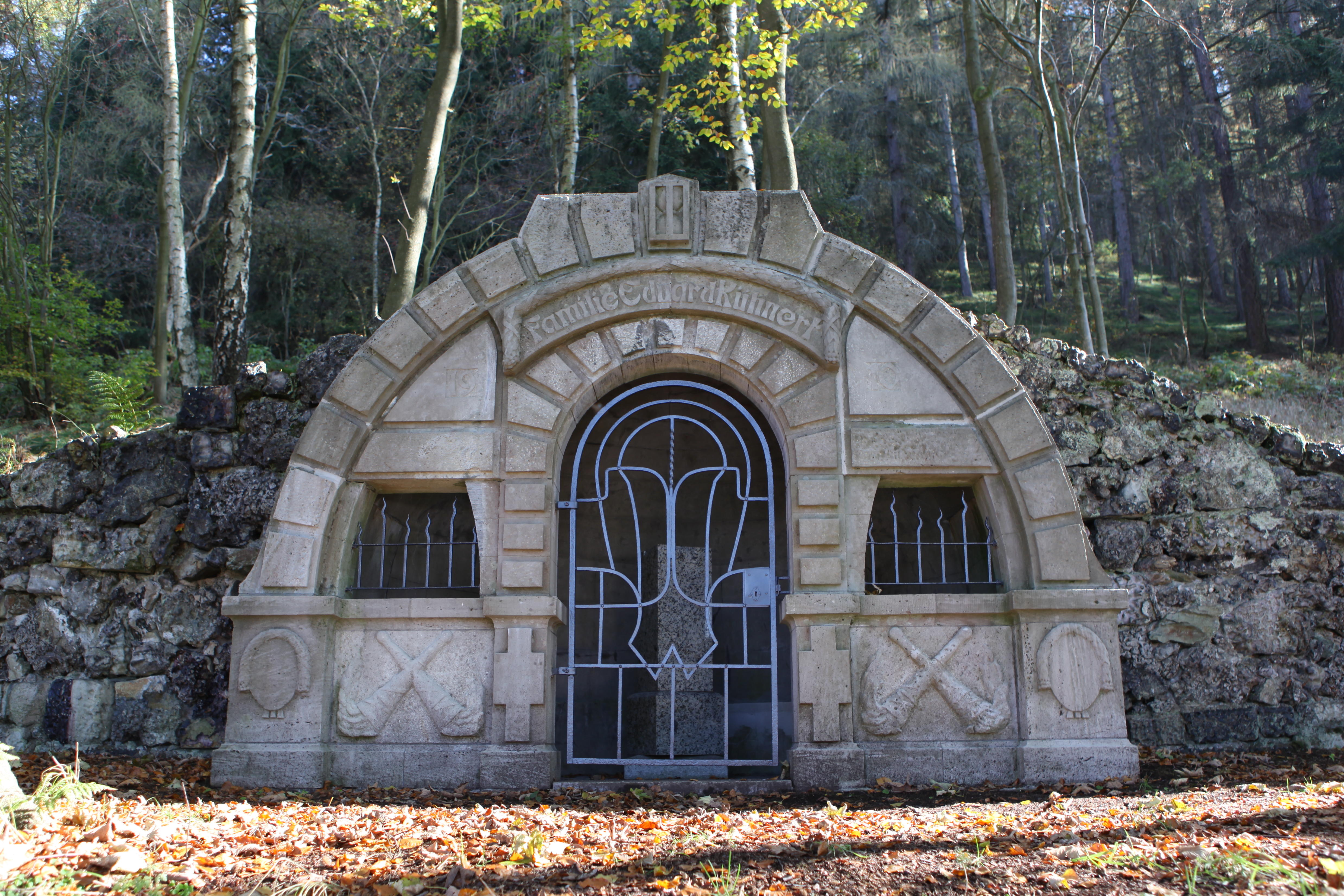
Gruft der Familie Eduard Kühnert (1910) am Westhang des Pappenheimer Berges

Wie vielen Glashütten in der Nähe erfolgreicher Betriebe war auch dieser kein dauerhafter wirtschaftlicher Erfolg beschieden. Nach dem Tod des Kommerzienrates Johann Friedrich Greiner im Jahr 1820 erbte seine jüngste Tochter Charlotte Auguste die Hütte, die mit dem s.-m. Hof-Kammerrat Ludwig Andreas Künzel aus Selbitz verheiratet war. Das Ehepaar Künzel geriet 1830 in Konkurs und verzog nach Polen. Die Hütte, die in ihren bedeutendsten Zeiten 200 Arbeitsplätze geboten hatte, wurde spätestens 1824 nicht mehr betrieben. Die wertvolle Holzkonzession von 250 Klafter wurde vom Eisenhüttenwerk Hüttensteinach verwertet. Der Anteil der Frau Hofkammerrat wurde 1830 meistbietend versteigert. Ende Januar 1832 ging die Hütte an den Schultheiß und Glasmeister von Piesau Johann Joseph Kühnert und seine Söhne über. Die Fadenglastechnik hatte jedoch längst Eingang in das Lauschaer Kunsthandwerk gefunden.

## Henriettenthal bis 1946
Lauscha war inzwischen mit dem Gericht Sonneberg Teil des Herzogtums Sachsen-Meiningen geworden. 1826 wurden die Ernestinischen Herzogtümer letztmals neu aufgeteilt. Das ehemalige Sachsen-Saalfeld wurde dem Herzogtum Sachsen-Meiningen angegliedert. Die Ämter blieben aber vorerst in den alten Grenzen bestehen. Die Gebiete östlich der Faulen Lauscha bis zum Henriettenthal gehörten nach wie vor zum Amt Gräfenthal. 1900 wurden die Gemeinde Ernstthal und die der Gemeinde zugehörigen Gemarkungen im Westen und Süden des Pappenheimer Berges, d. h. die unmittelbar am Lauschabach gelegene Glashütte Obermühle mit dem Finsteren Grund und das Henriettenthal vom Amtsgericht Gräfenthal abgetrennt und dem Amtsgericht Steinach im Kreis Sonneberg zugeteilt. Am 1. Juli 1946 wurden Finstergrund-Obermühle und Henriettenthal nach Lauscha eingemeindet.

## Das Henriettenthal heute
Ab 1911 wurde im Marktiegel eine Sprungschanzenanlage, die Marktiegelschanze errichtet. Den Namen Henriettenthal trägt heute eine Anliegerstraße ausgangs des Tals. Weniger als 50 m entfernt am Lauschabach, unweit der ersten Glashütte im Marktiegel, befindet sich die heutige Farbglashütte, die nach wie vor die Glasbläser mit den notwendigen Halbfabrikaten beliefert und damit die Grundlage der traditionellen Glasindustrie in Lauscha bildet.